# Turčianske Teplice
Turčianske Teplice ( Bad Stuben,  Stubnyafürdő) jsou slovenské okresní a lázeňské město v Žilinském kraji. Žije v nich přibližně 6 100 obyvatel.

## Historie
První historická zmínka o sídle je z roku 1281 (Aqua Calida). Roku 1402 se nazývalo Thermae Thurocienses. Město bylo od roku 1533 majetkem města Kremnice a až do roku 1946 se jmenovalo Štubnianske Teplice. V roce 1951 k němu byla administrativně přičleněna obec Vieska.
Lázně Turčianske Teplice s oblibou navštěvovala šlechta a konala se tu různá významná setkání. Pod kremnickou správou byly prameny zpřístupněny všem vrstvám společnosti.

## Přírodní poměry
Město se nachází v jižní části Turčanské kotliny, 23 kilometrů jižně od Martina a 53 kilometrů od Žiliny. Části města jsou: Diviaky, Dolná Štubňa, Turčiansky Michal. Město je centrem okresu Turčianské Teplice a sousedí s deseti obcemi : Čremošné, Bodorová, Dubové, Horná Štubňa, Háj, Malý Čepčín, Mošovce, Rakša, Veľký Čepčín a Sklené.
Ve správním území města leží chráněný areál Diviacke kruhy, část chráněného areálu Žarnovica a část národní přírodní rezervace Turiec.

## Doprava
Město leží na žlezniční trati Zvolen–Vrútky. Východním okrajem města prochází silniční komunikace I/65 na Kremnici a Banskou Bystrici. Přes Diviaky se připojuje cesta z Nitrianského Pravna a obce Budiš.

## Lázně a aquapark
Turčianské Teplice jsou jediné slovenské lázně, které se soustřeďují na léčbu onemocnění ledvin a močových cest. V centru města se nachází SPA areál a Lázeňský dům, v blízkosti i aquapark s termální vodou.

## Rodáci
- Mikuláš Galanda (1895–1938), slovenský malíř

## Partnerská města
- Havířov, Česko